# وتنژان
شهر وتنژان   در بخش بادن، آرگائو  در ایالت آرگائو در کشور سوئیس  واقع شده‌است که  ۱۸٬۱۰۰  نفر  جمعیت دارد.